# Distretto di Chacas
Il distretto di Chacas è un distretto del Perù nella provincia di Asunción (regione di Ancash) con 5.334 abitanti al censimento 2007 dei quali 2.082 urbani e 3.252 rurali.
È stato istituito fin dall'indipendenza del Perù.

## Località
Il distretto è formato dalla città omonima più le seguenti località:
- Chucpin
- Cochas
- Chinlla
- Huallin
- Huayá
- Jambón
- Macuash
- Pampash
- Rayán
- Sapchá
- Viscas